# دانيال ريفيرا
دانيال ريفيرا (بالإسبانية: Daniel Rivera؛ بالإيطالية: Daniel Rivera) هو عازف بيانو إيطالي وأرجنتيني، ولد في 17 مايو 1952 في روساريو في الأرجنتين.

## وصلات خارجية
- دانيال ريفيرا على موقع ميوزك برينز (الإنجليزية)
- دانيال ريفيرا على موقع أول ميوزيك (الإنجليزية)
- دانيال ريفيرا على موقع ديسكوغز (الإنجليزية)